# Piero Toscani
Piero Toscani   (Milà, 28 de juliol de 1904 - Varenna, 23 de maig de 1940) va ser un boxejador italià que va competir entre les dècades de 1920 i 1930.
El 1928 va prendre part en els Jocs Olímpics d'Amsterdam, on guanyà la medalla d'or de la categoria del pes mitjà, en superar en la final a Jan Heřmánek.
Com a professional, entre 1930 i 1935, va disputar10 combats, amb un balanç de 2 victòries, 6 derrotes i 2 combats nuls.